# Lisciamento

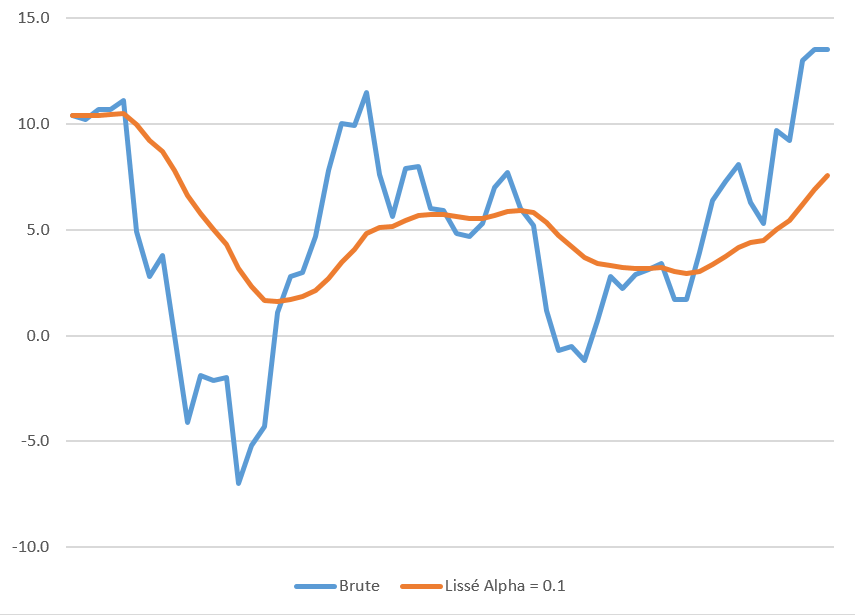
esempio di lisciamento

In statistica ed elaborazione digitale delle immagini, il lisciamento (traduzione letterale dell'inglese smoothing) o, meglio, perequazione di un insieme consiste nell'applicazione di una funzione di filtro il cui scopo è evidenziare i pattern significativi, attenuando il rumore generato da artefatti ambientali, elettrici, elettronici, informatici o fisiologici oppure altri fenomeni di disturbo legati a fattori di scala molto piccoli (ad es. i movimenti millimetrici di un paziente nel neuroimaging che a causa dell'elevata risoluzione provocano effetti di traslazione) o a fenomeni ad alta velocità. Praticamente si tratta di fare una media tra valori contigui oppure molto vicini nello spazio (2D, 3D, 4D) oppure nel tempo.
Per realizzare il lisciamento sono stati sviluppati diversi algoritmi matematici.
Nell'analisi finanziaria per esempio uno degli algoritmi più comunemente usati è quello della "media mobile", utilizzato spesso per cogliere tendenze importanti in serie storiche di sondaggi statistici.
Nella visione artificiale e nell'imaging biomedico il lisciamento serve per attenuare il rumore del sensore, dell'ambiente e le brusche transizioni, compiendo un'operazione opposta a quella dell'evidenziamento dei bordi.

## Caratteristiche del lisciamento
Il lisciamento può essere distinto dal concetto correlato e parzialmente sovrapponibile di curve fitting nei seguenti modi:
- Il curve fitting spesso comporta l'utilizzo di una funzione esplicita per il risultato, mentre i risultati immediatamente ottenuti dal lisciamento sono i valori "ammorbiditi" che prescindono dell'utilizzo successivo di una forma funzionale se esistente;
- l'obiettivo del lisciamento è quello di fornire un'idea generale di cambiamenti di valore relativamente lenti, prestando poca attenzione ad una stretta corrispondenza dei valori dei dati, mentre la procedura di "aggiustamento alle curve" si concentra nel raggiungere la corrispondenza più stretta possibile ai valori (saltando soltanto quelli che discostano troppo dalle medie).
- I metodi di lisciamento spesso hanno un parametro di svolta associato che viene utilizzato per controllare l'estensione dell'ammorbidimento.

Comunque, la terminologia usata tra le varie applicazioni è mista. Ad esempio, l'utilizzo dell'interpolazione spline genera una funzione che passa  esattamente attraverso i punti sperimentali, ma che ha curvatura minima e per questo viene spesso chiamata "curva smooth" o "smoothing". Però, sempre nello stesso ambito, sono molto utilizzate anche le smoothing spline, spline a cui non viene imposto di interpolare i dati ma di minimizzare una combinazione lineare tra curvatura e distanza dai dati.

## Lisciamento lineare
Si parla di lisciamento lineare quando il risultato si ottiene mediante una trasformazione lineare dei valori osservati. L'algoritmo di trasformazione si basa sull'applicazione di una matrice di lisciamento, ad esempio in serie temporali di un determinato indice.

### lisciamento specifico e tipi di filtro
- Filtro di Butterworth
- Filtro di Wiener
- Filtro di Kalman
- Filtro passa basso
- Funzione spline
- Media mobile
- Trasformata di Laplace
- Algoritmo Ramer-Douglas-Peucker

### Altri
- Convoluzione
- Funzione finestra
- Mappatura statistica parametrica (SPM)
- Morfometria basata sui voxel (VBM)
- Registratura delle immagini
- Segmentazione delle immagini